# Шабака Гатчінгс
Шабака Гатчінгс (англ. Shabaka Hutchings — британський джазовий музикант, композитор і бендлідер. Він очолює гурт Shabaka and the Ancestors, а також керував гуртом Sons of Kemet до його розпаду у 2022 році. Він також був учасником гурту The Comet Is Coming, виступаючи під сценічним псевдонімом King Shabaka. Гатчінгс грав на саксофоні та інших духових інструментах з Sun Ra Arkestra, Andre 3000, Floating Points, Мулату Астатке, Polar Bear, Melt Yourself Down, Heliocentrics, London Brew і Zed-U.

## Передісторія та ранні роки
Гатчінгс народився 1984 року в Лондоні, Англія, але у віці двох років переїхав до Бірмінгема. З шести років він виховувався на рідному Барбадосі, де жили його батьки. Там дев'ятирічним хлопчиком він взяв до рук кларнет і практикувався під хіп-хоп вірші Nas, The Notorious B.I.G. і Тупака, а також під ритми Crop Over. Батько Гатчінгса, Анум Іяпо, графічний дизайнер, який працював над альбомами таких виконавців, як King Tubby і Jah Shaka, і записав альбом реґі-поезії під назвою Song of the Motherland у 1985 році..
Повернувшись до Англії, у віці 19 років він вступив до Гілдголської школи музики і театру, де отримав ступінь класичної музики по класу кларнета. У Лондоні він приєднався до програми Tomorrow's Warriors, блюзової майстерні під керівництвом британського басиста Гері Кросбі, Джанін Айронс і новоорлеанського трубача-емігранта Абрама Вілсона, де Гатчінгс познайомився з багатьма своїми майбутніми колегами по джазовій сцені Південно-Східного Лондона, яка стрімко розвивалася.
Гатчінгс був художником BBC New Generation Artist з 2010 по 2012 рік. Він також провів час у Південній Африці.

## Кар'єра
Гатчінгс і багато його сучасників відкидають ярлик «джаз», уникаючи цього обмеження, особливо зважаючи на те, що багато гуртів відображають вплив різних стилів — від ейсід-хаузу та драм-енд-бейсу до хіп-хопу та сока, з меншим впливом блюзу, ніж джазу, що, як зазначають рецензенти, знаменує собою відмінність між лондонською сценою, яку представляв Гатчінгс, та американською джазовою музикою.

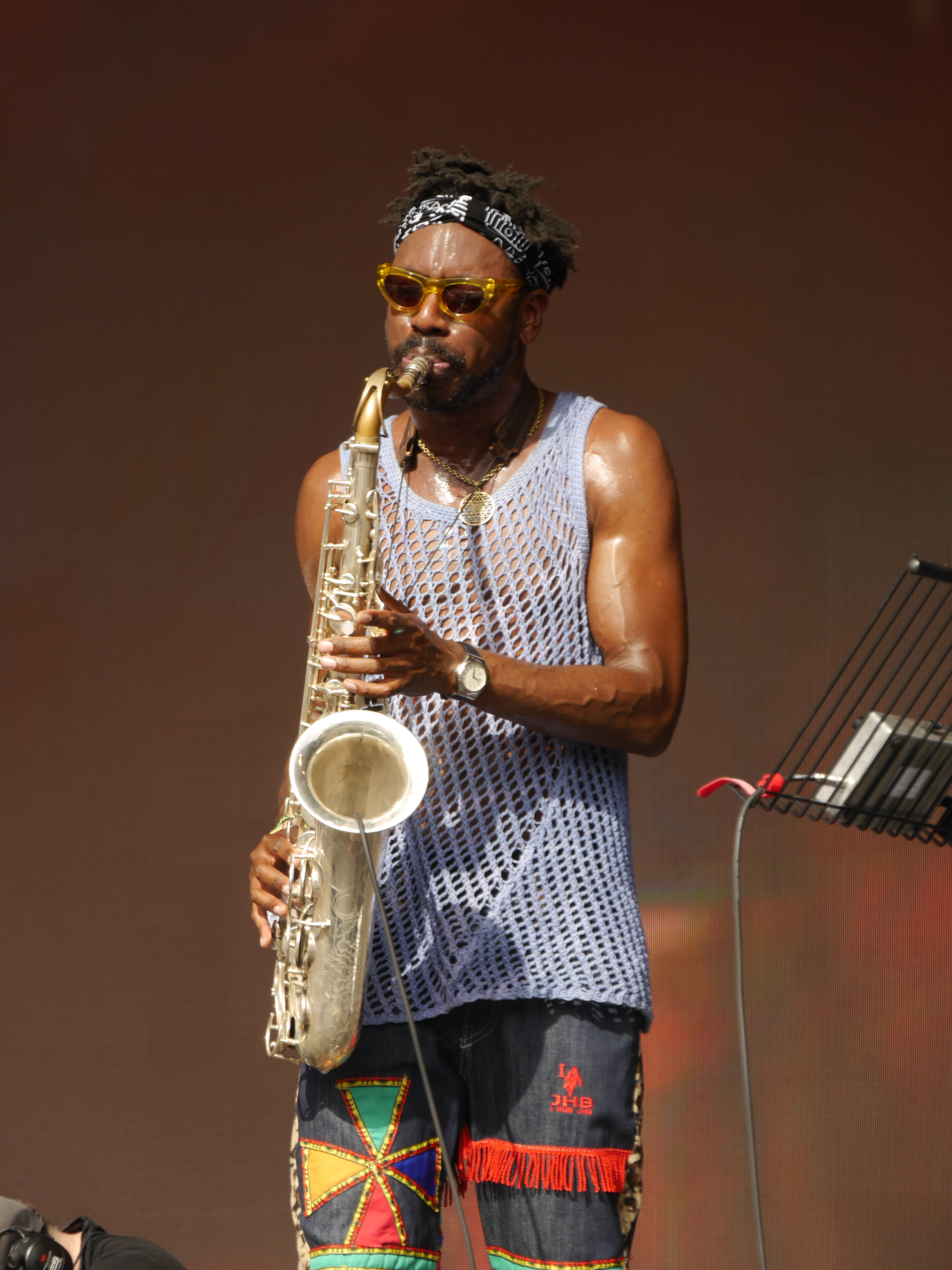
Гатчінгс з The Comet Is Coming, фестиваль Ґластонбері, 2019

Shabaka and the Ancestors дебютували у 2016 році з альбомом Wisdom of Elders на лейблі Жиля Петерсона Brownswood Recordings. Тріо The Comet Is Coming з клавішником Деном Ліверсом і барабанщиком Максом Галлеттом отримало номінацію на Mercury Prize за дебютний альбом Channel the Spirits, випущений лейблом The Leaf у квітні 2016 року. Sons of Kemet, квартет саксофона, туби і двох барабанщиків, розпочав свою діяльність з альбому Burn у 2013 році, а потім випустив альбом Lest We Forget What We Came Here to Do у 2015 році, обидва альбоми були випущені лейблом Naim Jazz, а у 2018 році вони перейшли до Impulse! для альбому Your Queen Is a Reptile у 2018 році, що збіглося з проривом у ширшу суспільну свідомість британської джазової сцени, привернувши увагу до компіляції We Out Here on Brownswood, зібраної Гатчінгсом.
У листопаді 2018 року Гатчінгс курував частину програми голландського фестивалю Le Guess Who?. У березні 2020 року Shabaka and the Ancestors випустили альбом We Are Sent Here by History на лейблі Impulse!.
У травні 2022 року Гатчінгс випустив свій дебютний сольний мініальбом Afrikan Culture під мононімом Shabaka.
У грудні 2020 року Гатчінгс приєднався до групи британських джазових музикантів, щоб зіграти на однойменному альбомі London Brew, натхненному Bitches Brew Майлза Девіса, який вийшов 31 березня 2023 року на лейблі Concord Jazz.
На Новий рік 2023 року Гатчінгс опублікував заяву на своїй сторінці в Instagram про те, що він візьме перерву у грі на саксофоні з кінця 2023 року. Пізніше він пояснив причини цього рішення, пославшись на фізичне та емоційне навантаження, пов'язане з гастролями на саксофоні. Його останній живий виступ на саксофоні відбувся 7 грудня 2023 року, коли він зіграв матеріал A Love Supreme Джона Колтрейна в Інституті сучасних мистецтв у Лондоні.
28 лютого 2024 року Гатчінгс оголосив, що його сольний дебютний альбом Perceive Its Beauty, Acknowledge Its Grace вийде 12 квітня на лейблі Impulse!.

## Нагороди та відзнаки
Гатчінгс отримав премію MOBO за найкращий джазовий виступ з гуртом Sons of Kemet у 2013 році, композиторську премію Пола Гамліна у 2014 році, а також премію Jazz Innovation від британської радіостанції Jazz FM.

## Дискографія

### Студійні альбоми
- Perceive Its Beauty, Acknowledge Its Grace (Impulse!, 2024)